# Giuseppe Mancuso (vescovo)
Giuseppe Mancuso (Palermo, 24 luglio 1902 – Palermo, 11 marzo 1978) è stato un vescovo cattolico italiano, 76º vescovo di Mazara del Vallo.

## Biografia
Ordinato sacerdote il 19 febbraio 1925 a Palermo, gli vennero affidati la chiesa di Sant'Ippolito e contemporaneamente diversi incarichi in diocesi, tra i quali quello di presidente del Tribunale Ecclesiastico Siculo, direttore delle Pontificie Opere Missionarie, assistente spirituale della F.U.C.I., canonico della Cappella Palatina e ciantro del capitolo della Cattedrale di Palermo.
Il 12 luglio 1962 venne nominato coadiutore dell'allora vescovo di Mazara del Vallo Gioacchino Di Leo e il 26 novembre 1963 divenne vescovo ordinario della stessa diocesi.
Facendo proprio il programma di Renovatio Ecclesiae formulato in seno al Concilio Vaticano II, cui egli stesso prese parte, si impegnò subito nella formazione spirituale del clero favorendo corsi di aggiornamento, ritiri spirituali, incontri di studio degli atti conciliari e la creazione di un Bollettino Ecclesiastico Diocesano.

## Genealogia episcopale
La genealogia episcopale è:
- Cardinale Scipione Rebiba
- Cardinale Giulio Antonio Santori
- Cardinale Girolamo Bernerio, O.P.
- Arcivescovo Galeazzo Sanvitale
- Cardinale Ludovico Ludovisi
- Cardinale Luigi Caetani
- Cardinale Ulderico Carpegna
- Cardinale Paluzzo Paluzzi Altieri degli Albertoni
- Papa Benedetto XIII
- Papa Benedetto XIV
- Papa Clemente XIII
- Cardinale Marcantonio Colonna
- Cardinale Giacinto Sigismondo Gerdil, B.
- Cardinale Giulio Maria della Somaglia
- Cardinale Carlo Odescalchi, S.I.
- Cardinale Costantino Patrizi Naro
- Cardinale Lucido Maria Parocchi
- Papa Pio X
- Papa Benedetto XV
- Papa Pio XII
- Cardinale Giuseppe Pizzardo
- Cardinale Ernesto Ruffini
- Vescovo Giuseppe Mancuso